# Cvikov I
Cvikov I je část města Cvikov v okrese Česká Lípa. Prochází zde silnice I/13. Je zde evidováno 300 adres. Trvale zde žije 949 obyvatel.
Cvikov I leží v katastrálním území Cvikov o výměře 17,78 km2.